# Cobra (vuurwerk)

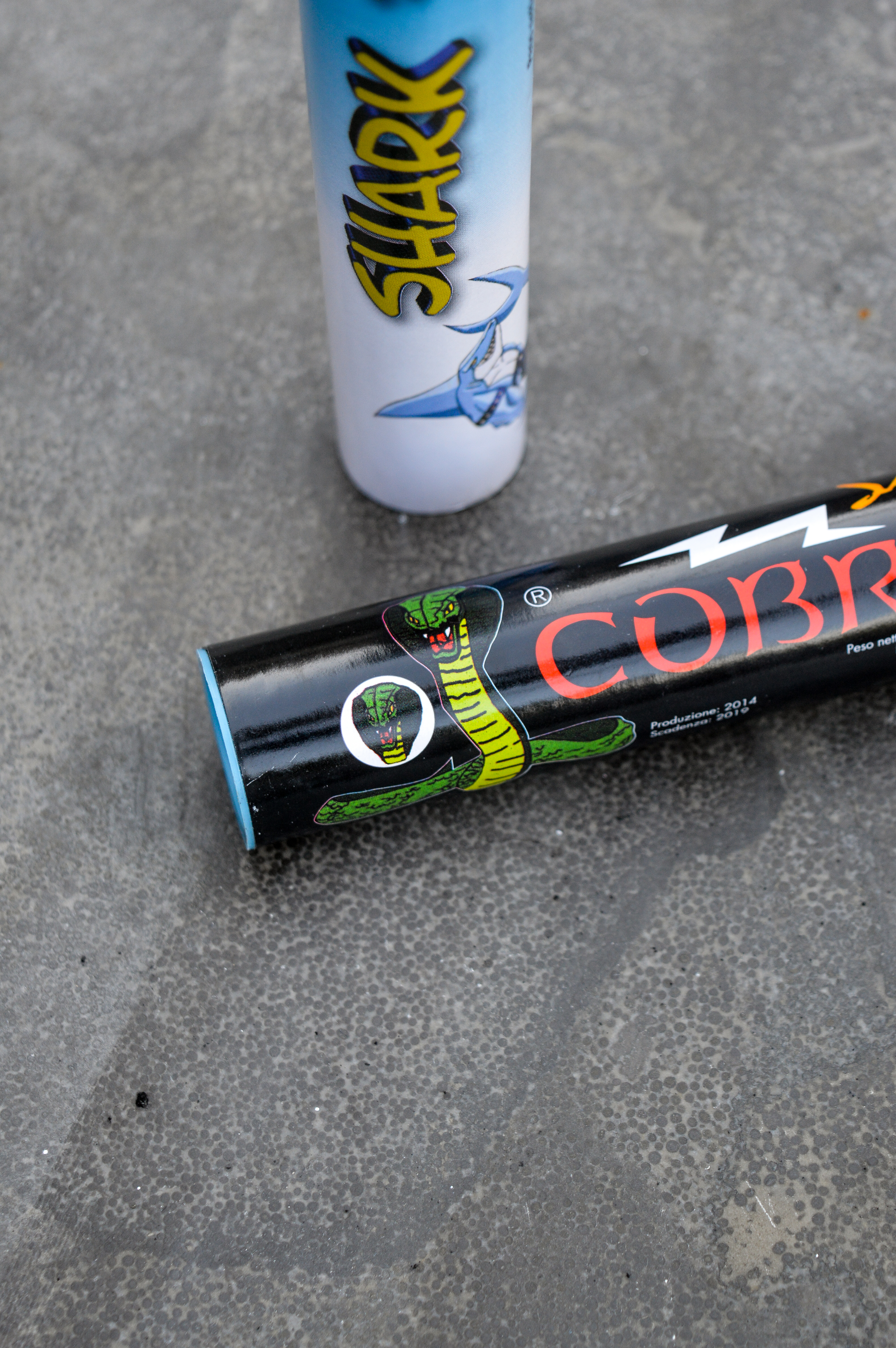
Illegaal knalvuurwerk, met een liggende Cobra 6 te zien

Cobra is de naam voor verschillende vuurwerkproducten van de Italiaanse producent Di Blasio Elio Fireworks.
De meeste Cobra's vallen onder de zogenoemde bangers, oftewel zwaar knalvuurwerk met een lont- of wrijvingsontsteking. Wettelijk gezien zijn de meeste Cobra's onder Europese wetgeving in de vuurwerkcategorie F4 ingedeeld, waardoor het wordt gezien als professioneel pyrotechnisch materiaal dat een vergunning vereist en uitsluitend gebruikt mag worden door personen die een opleiding tot vuurwerkdeskundige hebben afgerond.

## Eigenschappen
De verpakking van een Cobra uit categorie F4 bestaat doorgaans uit een zwarte kartonnen koker met een groene lont. Een uitzondering hierop is de Cobra 8, die een zilverkleurige verpakking heeft. Het verpakkingsontwerp toont een afbeelding van een cobra, opvallende felrode letters met de naam "Cobra" en de versieaanduiding van het vuurwerk.
De werkzame explosieve stof in Cobra's is flitspoeder, ook wel flash genoemd. Dit mengsel is krachtiger dan het buskruit dat wordt gebruikt in het meeste knalvuurwerk zoals rotjes en is verantwoordelijk voor de harde knal en lichtflits bij de ontploffing.
De boven- en onderkant van de koker is bij de meeste Cobra's afgesloten met een kunststof dop, die in verschillende kleuren kan voorkomen. Sommige modellen hebben aan de bovenkant van de koker een brok geperst zwart buskruit of rood kleiachtig materiaal met daarop een plak gemaakt van kruit dat als voorlading dient. Deze voorlading creëert bij ontsteking een oranjerode vlam voordat de hoofdlading explodeert en duurt ongeveer tien tot twintig seconden. De 2G-varianten en de Cobra 7 en Cobra 8 hebben geen aanwezige voorlading; het flitspoeder wordt direct bereikt via de lont, wat zorgt voor een directe explosie als de ontstoken lont het flitspoeder aanraakt.

## Criminele handel en gebruik

### Gebruik als explosief
Sinds 2021 neemt het plegen van aanslagen met explosieven, waar Cobra's vaak als gebruiksmiddel dienen, toe in het criminele circuit en onder relationele conflicten in Nederland. In 2023 werd bij ongeveer de helft van de 1.017 geregistreerde aanslagen met explosieven in Nederland gebruikgemaakt van Cobra's, waar het vuurwerk wordt ingezet voor het verrichten van materiële schade aan huizen, bedrijven en voertuigen. In veel gevallen wordt een Cobra of een geïmproviseerd explosief gebruikmakend van een Cobra naar voordeuren gegooid, wordt het bevestigd aan ramen, deuren of brievenbussen of wordt het door de brievenbus gegooid.
Bij het maken van geïmproviseerde explosieven wordt het flitspoeder dat zich in Cobra's bevindt vaak ingezet als bronmateriaal, waar men het uit de verpakking haalt en het combineert met brandstoffen als benzine om zo geïmproviseerde brandbommen te vervaardigen die in staat zijn brand te stichten bij of in het beoogde gebouw of voertuig. In de georganiseerde criminaliteit wordt het flitspoeder uit Cobra's vaak gebruikt in explosieven om geldautomaten op te blazen.

### Illegale handel
Cobra's worden ondanks hun F4-classificatie op grote schaal verhandeld via illegale markten. Een groot deel van deze illegale handel speelt zich af via sociale mediaplatforms als Snapchat of Telegram, waar een enkele Cobra voor gemiddeld €5 à €10 wordt verkocht. Grotere leveringen worden tegen lagere prijzen aangeboden. Bij een bestelling worden Cobra's vervolgens via postbezorgingsdiensten geleverd op een doorgegeven adres. Naast georganiseerde netwerken wordt een groot deel van de handel in Cobra's gedreven door particuliere (door)verkopers, waaronder veel middelbare scholieren vallen. In een peiling onder middelbare scholieren in 2024 gaven leerlingen van 275 scholen aan dat er op hun school in vuurwerk wordt gehandeld, waarbij Cobra’s regelmatig als voorbeeld werden genoemd. Hierbij wordt op het terrein van scholen zelf gehandeld, zoals in fietsenhokken en voorafgaand aan lessen.

## Gevaren

### Letsel
Cobra's kunnen significant vuurwerkletsel veroorzaken wanneer een individu zich dicht bij de explosie bevindt of direct contact maakt met een exploderende Cobra. De kans op ongevallen neemt toe wanneer er onzorgvuldig wordt omgegaan met het afsteken of wanneer het ontstoken vuurwerk naar personen wordt gegooid.
Bij de ontploffing van een Cobra 6, die 28 gram flitspoeder bevat, ontstaat een intense vlam, een krachtige drukgolf en rondvliegende fragmenten van het karton en kunststof van de verpakking. De drukgolf kan vormen van gehoorschade veroorzaken, zoals trommelvliesperforatie en tinnitus, en de hitte die vrijkomt bij de explosie kan op korte afstand tot ernstige brandwonden leiden. Een Cobra 6 is in staat om dubbel- of driedubbel glas te doorboren, waarbij scherpe glasscherven in het rond kunnen worden geslingerd.

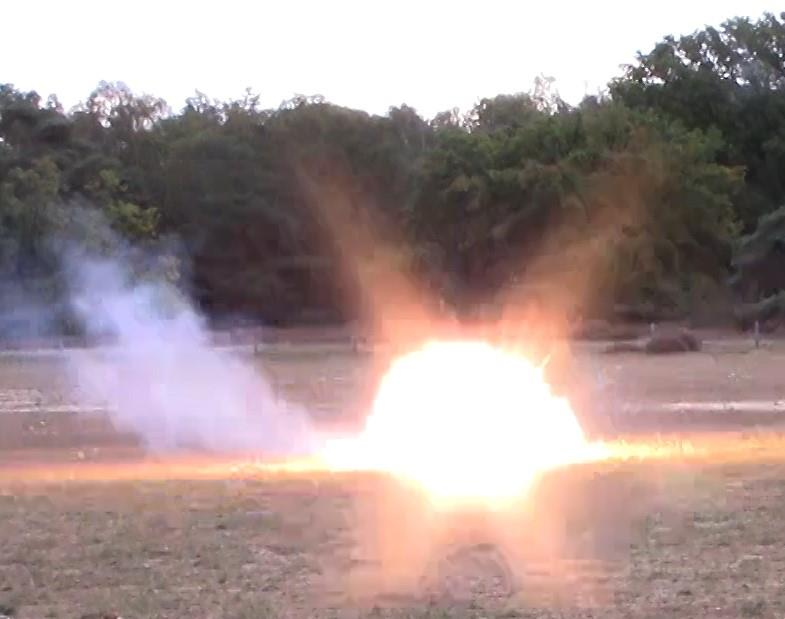
Vuurbal die ontstaat bij de ontploffing van een Cobra 8

Een Cobra 8 heeft een hogere hoeveelheid flitspoeder van 100 gram en veroorzaakt bij de explosie een intensere drukgolf en meer vrijkomende hitte dan andere Cobra's. Deze drukgolf kan leiden tot permanent gehoorverlies als de persoon zich dicht bij de explosie bevindt. Direct contact met een ontploffende Cobra 8 leidt vrijwel altijd tot zwaar lichamelijk letsel of in sommige gevallen de dood, met name als de Cobra zich op de tijd van ontploffing bevindt bij de romp, nek of het hoofd.
Bij het exploderen van een Cobra in of dicht bij de hand van een persoon ontstaat vaak zwaar permanent letsel of de amputatie van de hand of vingers. In Nederland wordt 56% van het ernstige vuurwerkletsel veroorzaakt door Cobra 6-explosies. In 80% van de gevallen is amputatie noodzakelijk. De aanwezigheid van de vlam door de voorlading bij verschillende Cobravarianten kan leiden tot situaties waar personen het ontstoken vuurwerk aanzien als fakkel en het vervolgens oprapen, waarna het vuurwerk in de hand explodeert.
Het gebruik van beschermende kleding of gehoorbescherming, vooral door hulpverleners, kan mogelijk letsel verminderen, hoewel volledige bescherming tegen zwaardere Cobravarianten niet mogelijk is door de intrinsieke explosieve kracht en hitte van het ontploffende vuurwerk. Ook is het aangetoond dat contact tussen Cobra's en beschermende kleding gaten kan veroorzaken waardoor brandwonden of ander vergelijkbaar letsel kunnen ontstaan.

### Namaak
Originele en vervalste Cobraproducten circuleren naast elkaar in Nederland, waarbij de herkomst van de imitaties vaak onduidelijk is. De Nederlandse politie vermoedt dat er in Nederland minstens twintig verschillende soorten Cobra's in omloop zijn, waarvan een groot deel nagemaakt is. Het grootste deel van de productie van Cobravuurwerk door Di Blasio Elio Fireworks wordt met name naar Oost-Europa geëxporteerd, waar de vraag naar zwaarder vuurwerk groot is. Naar Nederland is door Di Blasio Elio nog nooit vuurwerk geëxporteerd vanwege de strenge controle op de invoer van vuurwerk en de hoge transportkosten.
Sinds 1998 heeft Di Blasio Elio verschillende rechtszaken aangespannen tegen producenten van vervalste Cobra's. Volgens het bedrijf is de meeste namaak afkomstig uit Zuid-Italië, met name uit Napels, Apulië en Calabrië, terwijl ook minstens vier Chinese fabrikanten zijn producten kopieerden. Organisaties als de Camorra spelen een rol in de productie van illegale versies, die soms onder de merknaam van Di Blasio Elio in Nederland belanden. Veel zwaar illegaal knalvuurwerk wordt volgens politie-inzichten uit 2024 illegaal geproduceerd in Albanië. Hier worden producten gelabeld als legitieme Cobra's, terwijl het in werkelijkheid om namaak gaat.
De exacte samenstelling van het kruit, totale aanwezige hoeveelheid flitspoeder, de aanwezigheid van een voorlading en eigenschappen van onderdelen verschilt per type imitatie. Er kunnen tekortkomingen zijn in de bouwkwaliteit van nagemaakte varianten, zoals loszittende lonten en plastic doppen. Dit kan leiden tot situaties waar flitspoeder uit de verpakking lekt, dat door de aanwezigheid van statische elektriciteit kan ontploffen.

### Vergelijking met explosieven
De Nederlandse politie heeft in de media regelmatig gewaarschuwd dat Cobra's zeer gevaarlijk zijn, waarbij de explosie-impact veelal wordt vergeleken met die van een handgranaat. Vuurwerkfanaten, waaronder Ruben Koet van het YouTube-kanaal Xtremerides1, beschouwen deze uitspraken als overdreven en wijzen op de verschillen in het gebruik en het aanwezige explosieve materiaal in Cobra's en granaten. Onderzoek uitgevoerd door de Nederlandse Organisatie voor toegepast-natuurwetenschappelijk onderzoek (TNO), waarbij de ontstane overdruk van verschillende Cobra-explosies werd gemeten, heeft geconcludeerd dat enkel de overdruk die ontstaat bij de ontploffing van een Cobra 8 de overdruk van een aanvalshandgranaat benadert.
De politie stelt ook dat door de aanwezige vuurwerkcultuur in Nederland consumenten de explosieve kracht van Cobra's lager inschatten doordat ze geen realistisch beeld zouden hebben bij wat de kracht exact voorstelt. In expertinterviews met de politie heeft het Nederlands Forensisch Instituut (NFI) benadrukt dat de kracht van flitspoeder eigenschappen heeft die vergelijkbaar zijn met militaire explosieven zoals PETN of TNT. Volgens het Openbaar Ministerie is de gezamenlijke explosieve kracht van driehonderd Cobra’s gelijkgesteld aan dat van één blok TNT. Het flitspoeder in Cobra's is meestal samengesteld uit een mengsel van kaliumperchloraat en aluminiumpoeder, wat andere eigenschappen heeft dan homogene explosieve stoffen als TNT. Uit Trauzl-loodblokexperimenten is gebleken dat heterogene mengsels zoals flitspoeders minder efficiënt zijn in het omzetten van energie naar mechanische schade in vergelijking met TNT, maar wel gevoeliger zijn voor thermische, mechanische en schokbelasting, wat het risico op onbedoelde ontploffing vergroot.

## Soorten
| Soort             | voorlading aanwezig | Kruit (knal)        | Lengte | Diameter |
| ----------------- | ------------------- | ------------------- | ------ | -------- |
| Little Cobra 2    | ja                  | 0,3 gram            | 72 mm  | 13 mm    |
| Cobra 11 Junior   | nee                 | 0,149 gram          | 70 mm  | 21 mm    |
| Cobra 6 BP Silver | ja                  | 5,5 gram (buskruit) | 130 mm | 21 mm    |
| Cobra 6 R Silver  | ja                  | 5,5 gram (buskruit) | 130 mm | 21 mm    |
| Cobra 3 R         | ja                  | 4 gram (buskruit)   | 130 mm | 21 mm    |
| Black Cobra       | ja                  | 1,5 gram (buskruit) | 72 mm  | 13 mm    |
| Cobra 3 BP 4      | ja                  | 4 gram (buskruit)   | 130 mm | 21 mm    |

| Soort                   | voorlading aanwezig | Kruit (knal) | Lengte | Diameter |
| ----------------------- | ------------------- | ------------ | ------ | -------- |
| Cobra 1                 | ja                  | 4,5 gram     | 70 mm  | 21 mm    |
| Cobra 1 2G              | nee                 | 4,5 gram     | 70 mm  | 21 mm    |
| Cobra 3                 | ja                  | 14 gram      | 130 mm | 21 mm    |
| Cobra 3 2G              | nee                 | 14,5 gram    | 130 mm | 21 mm    |
| Cobra 5                 | ja                  | 18 gram      | 100 mm | 29 mm    |
| Cobra 6                 | ja                  | 28 gram      | 130 mm | 29 mm    |
| Cobra 6 2G              | nee                 | 28 gram      | 130 mm | 29 mm    |
| Cobra 7                 | nee                 | 50 gram      | 170 mm | 35 mm    |
| Cobra 8                 | nee                 | 100 gram     | 250 mm | 69 mm    |
| Colpo Cobra 80          | ja                  | 250 gram     | 100 mm | 69 mm    |
| Colpo Cobra 80 Titanium | ja                  | 250 gram     | 100 mm | 69 mm    |